# Whittington (Shropshire)
Pour les articles homonymes, voir Whittington.
Whittington est un village et une paroisse civile du Shropshire, en Angleterre.